# 布雷特·霍克
布雷特·霍克（英語：Brett Hawke，1975年6月2日—），澳大利亚男子游泳运动员。他曾代表澳大利亚参加2006年英联邦运动会游泳比赛，获得二枚银牌和一枚铜牌。他也曾参加2000年和2004年夏季奥运会。